# ونسا منگا
 ونسا منگا (انگلیسی: Vanessa Menga؛ زادهٔ ۱۰ اکتبر ۱۹۷۶) یک تنیس‌باز اهل برزیل است.